# Kalhora-dinasztia
A Kalhora-dinasztia vagy Kalhoro-dinasztia (szindhi: ڪلهوڙا راڄ) Szindh és a mai Pakisztán más területeit uralta, 1701-től 1783-ig. A családi vérvonal a Kalhora klánban gyökeredzik. A Mogul nagyvezír Mirza Gázi bég jelölte ki őket a térség uraivá, majd folyamatosan kialakult dinasztiájuk, de a Mogul sahok a Kalhora navábok néven emlegették őket.
Nádir sah megszálló serege legyőzte a Kalhora-dinasztiát akik megadták magukat. Mián Gulám Kalhora sah újjászervezte és megszilárdította az országot, ám fia elvesztette a hatalmat Szindh felett és a Talpur emírek megfosztották trónjától. Mian Abdul Nabi Kalhoro volt az utolsó Kalhora uralkodó.
A Kalhora uralom Szindh felett 1701-ben kezdődött, amikor Mian dzsár Mohamed Kalhorót a Mogul birodalom uralkodójának nevében beiktatták Kuda dzsár kán címmel Felső-Szindh szarkár kormányzójának. Később uralkodói rendelettel lett Szivi (ma Szibi, Beludzsisztán, Pakisztán) kormányzója. Aurangzeb birtokot adományozott neki az Indus és Nara közt, ahol megalapította királyságát és annak fővárosát Kudabadot. Ezzel Mian Jár Mohamed birodalmi ügynök vagy kormányzó lett. Később kiterjesztette uralmát Szehvanra és Bukkurra, ezzel Észak és Közép-Szindh egyeduralkodója lett, Tattát kivéve, ami megmaradt a birodalom közvetlen ellenőrzése alatt.
A Kalhora-dinasztia négy jelentős uralkodót adott a térségnek, nevezetesen Mian Naszír Mohamedet, Mian Jár Mohamedet, Mian Núr Mohamedet és Mian Gulám Sahot. A dinasztia uralma alatt virágzott a szindhi irodalom és aranykorát élte. Olyan költők alkottak ebben az időszakban, mint Abdul Latif Bittai Sah, Szacsal Szarmaszt és Számi. A dinasztia halani csatában vesztette el hatalmát a Taplurok javára.  

## Mian Naszír Mohamed Kalhoro (1657–1692)
A Kalhora-dinasztia első uralkodója Mian Naszír Mohamed Kalhoro volt, aki egy kellemes és erényes ember volt és akit a Bakhiri (Észak-Szindh) mogulok zaklattak. Idejének nagy részét a homokos sivatagban töltötte Sahdadkot (Szindh, Pandzsáb közelében) közelében. Hadakozott Mirza Pinivel, Szibi uralkodójával és a panvárokkal (muszlim rádzsput nemzetség). A békekötés feltételeként Aurangzeb Gválijarba száműzte. Folyamatos hadakozások után sikerült megszöknie a sikarpuri Bahádur Daudpota segítségével. Visszatért, hogy a Mianval mozgalom élére álljon és sikerült vereséget mérnie a mogulokra. Naszír 1692-ben hunyt el és Gáriban (Kairpur körzet, Dadu, Szindh) temették el, Kakar Taluk közelében. Síremlékét fia, Jár építtette 1708-ban.

## Mian Dín Mohamed Kahora (1692 - 1699)
Naszírt idősebb fia követte a trónon, Dín Kalhora, aki egész életében a mogulokkal hadakozott, hogy megszilárdítsa hatalmát. Ő állt a Mianval mozgalom élére és sikerült mind politikailag, mint területileg gyarapítani tekintélyét és birtokait.
Aurangzeb 1695-ben unokáját, Muizuddint, I. Bahádur sah legidősebb fiát nevezte ki Multán kormányzójának. A mogulok megvádolták a Kalhorákat, hogy viszályt szítanak és Muizuddin és a bakhari szardár (Pandzsáb) és szivisztáni szardár (Szindh) kormányzói kifogásolták a Mianval mozgalmat. A Mianval vezetők számos birtokát támadták és ez 1699-ben a garellói csatához vezetett (Dokri taluk, Larkana körzet, Szindh). Ebben a csatában a Kalhora seregeket Feroze Fakír Virár (Kalhora Naszír tanítványa és Kalhora Dín seregének tábornoka) vezette. A seregben részt vettek csapatok Gáíból, Kakarból és Kairpurból. Dzsehán vezette a mogul sereget, amelyet panvár (muszlim rádzsput törzs a térségből) csapatok is támogattak. A Kalhorák állták a sarat és Dzehán elesett a csatában.
1701-ben Muizudín meg akarta bosszulni a vereséget és Lahorból Szindhbe vonult. Kalhora Dín elküldte testvérét Kalhora Mohamedet és két tanácsadóját, Kászimot és Kamánt, hogy békítsék meg Muizuddínt. A követek megjelentek Muizuddín színe előtt és meggyőzték őt, hogy vonuljon vissza Lahorba. Muizuddín visszavonulóban volt Lahorba, mikor hírét vette, hogy Mianvál csapatok falvakat fosztogattak. Megfordult hát és ádáz csatát vívott a Nai Gadzs folyó partjainál Dadu közelében. Miután vereséget szenvedett Kalhora Dín kegyelemért esdekelt, de megölték és eltemették Szindhben.

## Mian dzsár Mohamed Kalhora
Kalhora Dín halála után 1701-ben Kalhora Naszír fiatalabb fia, Kalhora dzsár Kalatba menekült követőivel. A beludzsok nem fogadták szívélyesen és Kirtári-hegyekben telepedett le, ahol a Mian Gan hegyet róla nevezték el. Végül visszatért Szindhbe és Aurangzeb herceg a Kudajár kán címmel illette.

## Mian Núr Mohamed Kalhora
1736-ban Mohamed sah, beiktatta a Kalhora-dinasztia következő hercegét, Kalhora Núrt és kinevezte őt Szindh navábjának. Az 1740-es évek végén az afgán Sadozai-dinasztia bekebelezte Szindh tartományt és Kalhora Núr afgán vazallus lett. 
Dalautpurtól (Navábsah körzet) 15 km-re keletre helyezkedik el egy temetkezőhely, amit Kalhora Núrról neveztek el.

## Mian Gulám Kalhoro sah (1757 - 1772)
Mian Gulám Kalhora sah (szindi: ميان غلام شاه ڪلهوڙو) híres uralkodója volt a Kalhora-dinasztiának. A törzsi főnökök 1757-ben választották meg és testvére, Mian Muradjáb Kalhoro, helyébe lépett. 
Mian Gulám sah Mian Núr Mohamed fia volt, aki Nádir sah ellen harcolt, mikor az leigázta Szindhet és rabságba hurcolták fiait Perzsiába. Így Gulám sah maradt az egyetlen legitim örököse a trónnak.
1752-től 1762-ig a marathák adót szedte Szindhben. Hogy a mogul hatalmat restaurálják, 1762-ben Kalhoro Gulám segédkezett Ahmed Sah Abdalinak a hindu marathák ellen harcolni a harmadik panipati csata folyamán.
A harmadik panipati csata következtében 1761-ben a maratha hatalom meggyengült a térségben 1762-ben Mian Gulám Kalhoro sah megerősítette és átszervezte hatalmát Szindhben és saját erőből szorította ki a marathákat az országából. Kalhora Gulám 8 ezer fős sereget vezetett. A Thár-sivatagban vereséget mért az egyesült maratha és kacsi seregre és a Sah Vardi kán címet érdemelte ki. A csatából visszatérve azzal ünnepelte meg győzelmét, hogy mauzóleumot építtetett a nagy szúfi költőnek, Sáh Abdul Latif Bittainak.
1763-ban szindhi seregeinek élén átkelt a Thár-sivatagon Kacs irányában, hogy megbüntesse a Dzsadedzsa-dinasztiát a Katiavár régió kalózait. Elfoglalta Szindúri erődjét és megépíttette Imamgar erődöt. Megöltek 6 ezer kacsi katonát. Győzelmeit tetézve behatolt Budzs erődjébe, kifosztotta a környező falvakat és városokat. Elfoglalta Buszta és Lakpat kikötőit. Mikor azonban Kacs uralkodója békét keresett, a szindi sereg kiürítette az elfoglalt területeket. 1764-ben tért haza Sahpurba. 1765-ben ismét megrohanta Kacsot és elfoglalta Mórú megerősített városát. Mielőbb mélyebbre hatolt volna az országba, Kacs uralkodója ismét békejavaslattal jött, amit azután szentesítettek.
1969-ben elküldte Dzsahán kán szardárt, hogy foglalja el Multánt, ám a szindi és multáni seregeknek szembe kellett nézniök a Rándzsit Szing vezette szikhekkel, amelyek Multánt szorongatták. A szindhiek nem is jutottak Dera Gázi Kánon (város Pandzsábban) túl. Miután a Szikh birodalom elfoglalta Multánt a Kalhora-dinasztia támogatta a mogul ellentámadásokat és ekkor alakultak ki országa határai.
1772-ben hunyt el váratlanul. Az egyik nap bénulást kapott és másnap el is hunyt.

## Szindh Mian uralkodói[2]
1. Mian Adam Kalhoro sah
2. Mian dzsár Mohamed Kalhoro (1701-1719)
3. Mian Núr Mohamed Kalhoro
4. Mian Gulám Kalhoro sah (1757-1772)
5. Mian Mohamed Muradjáb Kalhoro kán
6. Mian Naszír Mohamed Kalhoro
7. Mian Sahul Mohamed Kalhoro
8. Mian Szarfráz Kalhoro
9. Mian Abdul Nabi Kalhoro (1776-1782)

## Hagyatékuk
1782-ben a beludzsi Talpur nemzetség hadat viselt a Kalhorákkal. A halani csatában a Talpurok győzedelmeskedtek. A Kalhora dinasztia hagyatéka a művészetekben és a tudományban volt érezhető, valamint mérsékelt adókat vezettek be. Számos öntözőrendszert, csatornákat fejeztek be.

## Külső hivatkozások
- https://www.scribd.com/document/90114303/Kalhora-Dynasty
- http://khalifatullahmehdi.info/articles/english/kalhora-governance-of-sindh.pdf%5B%5D
- http://www.liquisearch.com/kalhora_dynasty
- http://dictionnaire.sensagent.leparisien.fr/Kalhora/en-en/

## Fordítás
Ez a szócikk részben vagy egészben  a   Kalhora dynasty című angol Wikipédia-szócikk fordításán alapul.  Az eredeti cikk szerkesztőit annak laptörténete sorolja fel. Ez a jelzés csupán a megfogalmazás eredetét és a szerzői jogokat jelzi, nem szolgál a cikkben szereplő információk forrásmegjelöléseként.